# North Korean Review
North Korean Review là một tạp chí học thuật được bình duyệt sáu tháng một lần, nó được xuất bản bởi Viện Nghiên cứu Bắc Triều Tiên (INKS), tại Đại học Detroit Mercy ở Hoa Kỳ. Tạp chí này được sáng lập vào năm 2005 bởi INKS và McFarland & Company. Nó xuất bản các bài báo định hướng chính sách, bài báo ngắn, bình luận và nghiên cứu điển hình về mọi khía cạnh của Bắc Triều Tiên, bao gồm văn hóa, lịch sử, kinh tế, kinh doanh, tôn giáo, chính trị và quan hệ quốc tế.
Biên tập viên của tạp chí là Yongho Kim, và biên tập viên quản lý là Lonnie Edge.
Mục đích của tạp chí này là nhằm nâng cao hiểu biết về sự phức tạp của Bắc Triều Tiên. Vào tháng 3 năm 2006, Tạp chí Thư viện (Library Journal) cho biết đây là "tạp chí đầu tiên của loại hình này" và nó "thuộc hầu hết các thư viện đại học".